# Pandansari Selatan
Pandansari Selatan is een bestuurslaag in het regentschap Pringsewu van de provincie Lampung, Indonesië. Pandansari Selatan telt 2783 inwoners (volkstelling 2010).